# Hyrule Warriors : Les Chroniques du sceau
Hyrule Warriors : Les Chroniques du sceau (ゼルダ無双 封印戦記, Zeruda Musō Fūin Senki) est un jeu vidéo de type hack 'n' slash développé par AAA Games Studio (filiale de Koei Tecmo Games) et édité par Nintendo. Sa sortie mondiale est prévue en 2025 sur Nintendo Switch 2.
C'est le troisième opus de la série crossover entre The Legend of Zelda et Dynasty Warriors. Il fait suite à Hyrule Warriors : L'Ère du fléau, sorti en 2020 sur Nintendo Switch. Ce dernier proposait une histoire alternative se déroulant 100 ans avant le début de Breath of the Wild. Hyrule Warriors : Les Chroniques du sceau relate quant à lui les événements qui ont mené à Tears of the Kingdom, dans le lointain passé d'Hyrule. Il met en vedette la princesse Zelda, Rauru et les cinq sages.

## Développement
Hyrule Warriors : Les Chroniques du sceau a été révélé lors du Nintendo Direct de présentation de la Nintendo Switch 2, le 2 avril 2025. Il est développé par AAA Games Studio (filiale de Koei Tecmo Games) et édité par Nintendo.